# Deuda pública de Estados Unidos

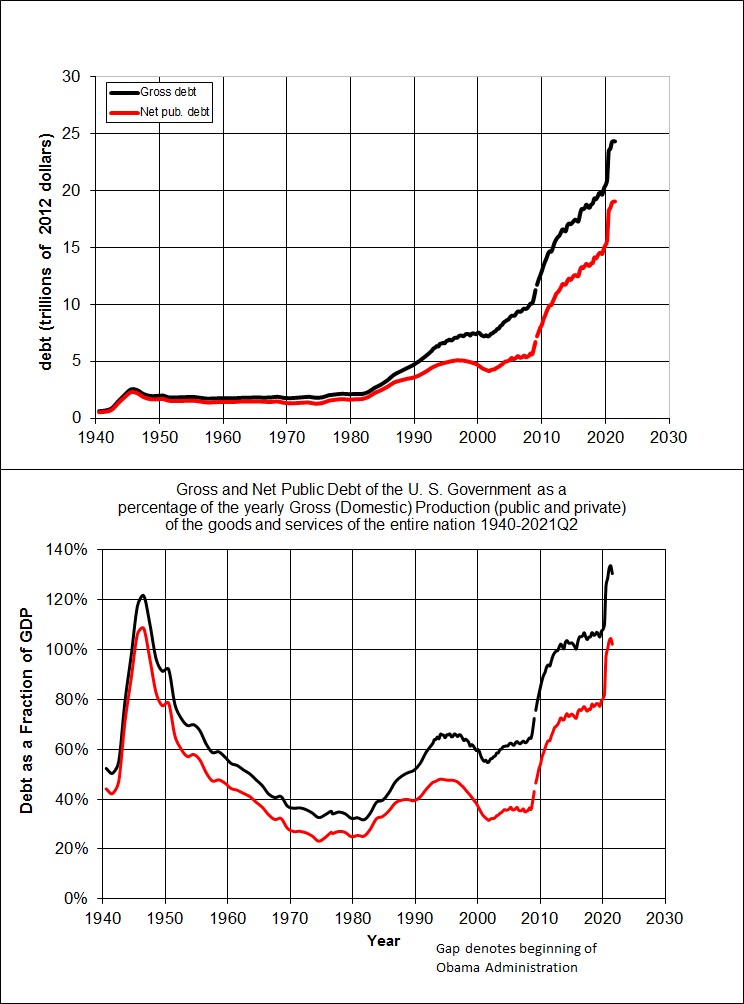
Deuda pública de Estados Unidos de 1940 a 2021. Las líneas rojas indican la Deuda en poder del público (deuda pública neta) y las líneas negras señalan la deuda pública total pendiente (deuda pública bruta). La diferencia radica en que la deuda bruta incluye los fondos en poder del gobierno. El segundo gráfico muestra las dos cifras de la deuda como un porcentaje del Producto interno bruto estadounidense (valor en dólares de la producción económica de Estados Unidos para ese año). Datos del presupuesto propuesto por el presidente (Tablas históricas) y otras tablas listadas. El gráfico superior está deflactado para cada año en dólares de 2010.

La deuda pública de Estados Unidos es una medida de las obligaciones de Gobierno federal de los Estados Unidos.
Es presentada por el Departamento del Tesoro de los Estados Unidos en dos componentes y un total:
- Deuda en poder del público, representa todos los valores federales[1] en poder de instituciones o individuos fuera del Gobierno de Estados Unidos;
- Tenencias intragubernamentales, representa los valores del Tesoro de Estados Unidos mantenidos en cuentas que son administradas por el Gobierno de Estados Unidos, como el Social Security Trust Fund, que es administrado por la Administración del Seguro Social; y
- Deuda pública total pendiente, que es la suma de los componentes antes mencionados.[2]

Para el 29 de junio de 2011, la deuda pública total pendiente de Estados Unidos ascendía a $14.46 billones (esto es, 14 000 000 de millones de dólares estadounidenses), y correspondía aproximadamente al 98.6 % del PBI del año 2010 de $14.66 billones (o lo que es lo mismo, 14 660 000 millones de dólares).
Usando cifras de 2010, el Fondo Monetario Internacional estima la deuda pública total de Estados Unidos a un 96.3 % del PBI de ese país, con lo cual se clasifica en el 12.º lugar en comparación con otros países.
Nueve años después, al 31 de mayo de 2020, la deuda pública estadounidense ascendía a USD 25.7 billones, equivalente al 123.03 % de su PBI.
El déficit presupuestario del gobierno federal no debe ser confundido con el déficit comercial, que es la diferencia entre las importaciones netas y las exportaciones netas. Las series de valores del gobierno estatal y local, emitidos por los gobiernos estatales y locales, no son parte de la deuda del gobierno de Estados Unidos. El déficit es presentado en efectivo en lugar de un criterio de devengo, aunque el déficit devengado proporciona más información sobre las consecuencias a largo plazo de las operaciones anuales del gobierno.
El déficit o superávit anual gubernamental se refiere a la diferencia en efectivo entre los ingresos y gastos del gobierno, ignorando las transferencias intragubernamentales. La deuda pública bruta aumenta o disminuye como resultado de este déficit o superávit del presupuesto unificado; sin embargo, hay ciertos gastos (créditos suplementarios) que se suman a la deuda bruta, pero están excluidos del déficit. La deuda pública bruta se ha incrementado más de 0.5 billones cada año desde el año fiscal 2003, con aumentos de $1 billón en 2008, $1.9 billones en 2009 y $1.7 billones en 2010. Junto con el déficit presupuestario, esta deuda fue una de las razones dadas por Standard & Poor's para rebajar la calificación de la perspectiva crediticia de Estados Unidos a «negativa» el 18 de abril de 2011.